# Doc Rivers
Glenn Anton Rivers (ur. 13 października 1961 w Chicago) – amerykański koszykarz, grający w lidze NBA na pozycji rozgrywającego. Jest ojcem koszykarza Austina Riversa.

## Kariera zawodnicza
W 1980 wystąpił w meczu gwiazd amerykańskich szkół średnich – McDonald’s All-American.
Jeszcze przed ukończeniem studiów Doc Rivers wystąpił w reprezentacji USA podczas Mistrzostw Świata w 1982, które odbyły się w Kolumbii. Amerykanie zdobyli tam srebrny medal, a Rivers został wybrany do pierwszej piątki turnieju. Po ukończeniu Marquette University, gdzie grał w drużynie uniwersyteckiej Marquette Golden Eagles, został wybrany z 31. numerem w drugiej rundzie draftu 1983 przez Atlantę Hawks. Grał w tym klubie w latach 1983–1991, u boku wielkiej gwiazdy, Dominique’a Wilkinsa. Zespół, w którym występował grał bardzo dobrze i regularnie kwalifikował się do play-offów, nie mógł się jednak przedrzeć powyżej półfinałów konferencji. W swym najlepszym sezonie, 1986/1987, Rivers miał statystyki na poziomie double-double: 12,4 punktu i 10 asyst na mecz. W 1992 przeniósł się do Los Angeles Clippers, gdzie był pierwszym rozgrywającym, potem spędził jeszcze dwa lata w New York Knicks, a karierę skończył w 1996, po następnych dwóch latach w San Antonio Spurs, będąc solidnym graczem rezerwowym.
Zespoły, w których grał, nie odniosły większych sukcesów. Rivers jeden raz, w 1988, wystąpił w Meczu Gwiazd.

## Kariera trenerska

### Orlando Magic (1999–2003)
Jako pierwszy trener zadebiutował w Orlando Magic, obejmując klub w 1999. Prowadząc drużynę pozbawioną gwiazd, osiągnął w pierwszym sezonie bilans 41-41 i był bliski zakwalifikowania się do fazy play-off. Za to osiągnięcie debiutant Doc Rivers został uhonorowany tytułem trenera roku. Pracował w klubie z Florydy następne trzy lata, mając do dyspozycji takie gwiazdy jak Grant Hill i Tracy McGrady. Niestety, największym osiągnięciem było trzykrotne z rzędu wprowadzenie drużyny do pierwszej rundy play-offów. Po bardzo nieudanym początku sezonu 2003-2004, Rivers został zwolniony.

### Boston Celtics (2004–2013)
Następny rok pracował jako komentator telewizji ABC. W 2004 został zatrudniony na stanowisku pierwszego trenera drużyny Boston Celtics. W drugim roku pracy, po sezonie 2004-2005, prowadzona przez niego drużyna wygrała swoją dywizję, ale odpadła w pierwszej rundzie play-off. W następnych dwóch latach drużyna nawet nie awansowała do fazy pucharowej. Dopiero sezon 2007-2008 miał odmienić wszystko, sprowadzone do zespołu gwiazdy, Kevin Garnett i Ray Allen, wsparły dotychczasowego lidera Paula Pierce’a. Drużyna skończyła sezon ze znakomitym bilansem 66-16, pierwszy raz od 1987 dotarła do finału NBA, gdzie pokonała Los Angeles Lakers 4-2. Rivers, jako trener najlepszej drużyny wschodu, poprowadził reprezentację swojej konferencji w Meczu Gwiazd 21 stycznia 2008 w Nowym Orleanie. Wschód zwyciężył 134-128.

## Film
W 1996 pojawił się w filmie Eddie.

## Osiągnięcia

### NCAA
- 2-krotny uczestnik turnieju NCAA (1982, 1983)
- Drużyna Marquette Golden Eagles zastrzegła należący do niego numer 31

### NBA
- Wicemistrz NBA (1994)[3]
- Uczestnik meczu gwiazd NBA (1988)[4]
- Laureat nagrody J. Walter Kennedy Citizenship Award (1990)[5]

### Reprezentacja
- Wicemistrz świata (1982)[6]
- Wicemistrz turnieju World’s Fair w Knoxville (1982)[6]
- Zaliczony do I składu mistrzostw świata (1982)
- Koszykarz Roku USA Basketball (1982)[7]

### Trenerskie
- Mistrz NBA (2008)[3]
- Wicemistrz NBA (2010)[3]
- Trener Roku NBA (2000)[8]
- 3-krotny trener drużyny Wschodu podczas spotkań gwiazd NBA (2008, 2011,2023)